# Château d'Ierápetra
Le château d'Ierápetra (grec moderne : Κάστρο της Ιεράπετρας), également connu sous le nom de Kástro Kalés (grec moderne : Κάστρο Καλές), est un château situé dans la ville d'Ierápetra, sur l'île de Crète, en Grèce,.
Le château est construit pendant la période vénitienne de l'île, plus précisément au début du XIIIe siècle. Selon une version, il est construit par le pirate génois, Enrico Pescatore, qui, par la suite, le vend aux Vénitiens,. En 1508, le château est gravement endommagé par un tremblement de terre. En 1626, il est refortifié par Francesco Morosini, tandis qu'en 1647, tout comme le reste de la région d'Ierápetra, il passe sous domination ottomane. Ces derniers remettent en état le château, tout en fortifiant, également, l'ensemble de la ville de manière plus importante, y compris les murs de la ville elle-même. Le nom du château Kalés provient du mot turc kale/kule, signifiant « château » ou « tour »,. L'édifice, qui abrite une garnison de 300 personnes, est considérablement endommagé par le tremblement de terre du 6 décembre 1779.
Le château est situé à l'extrémité sud de la ville d'Ierápetra et garde son port. Il est de plan rectangulaire avec une tour à chaque angle. Le château est de taille relativement modeste, tandis que ses murailles sont assez basses.

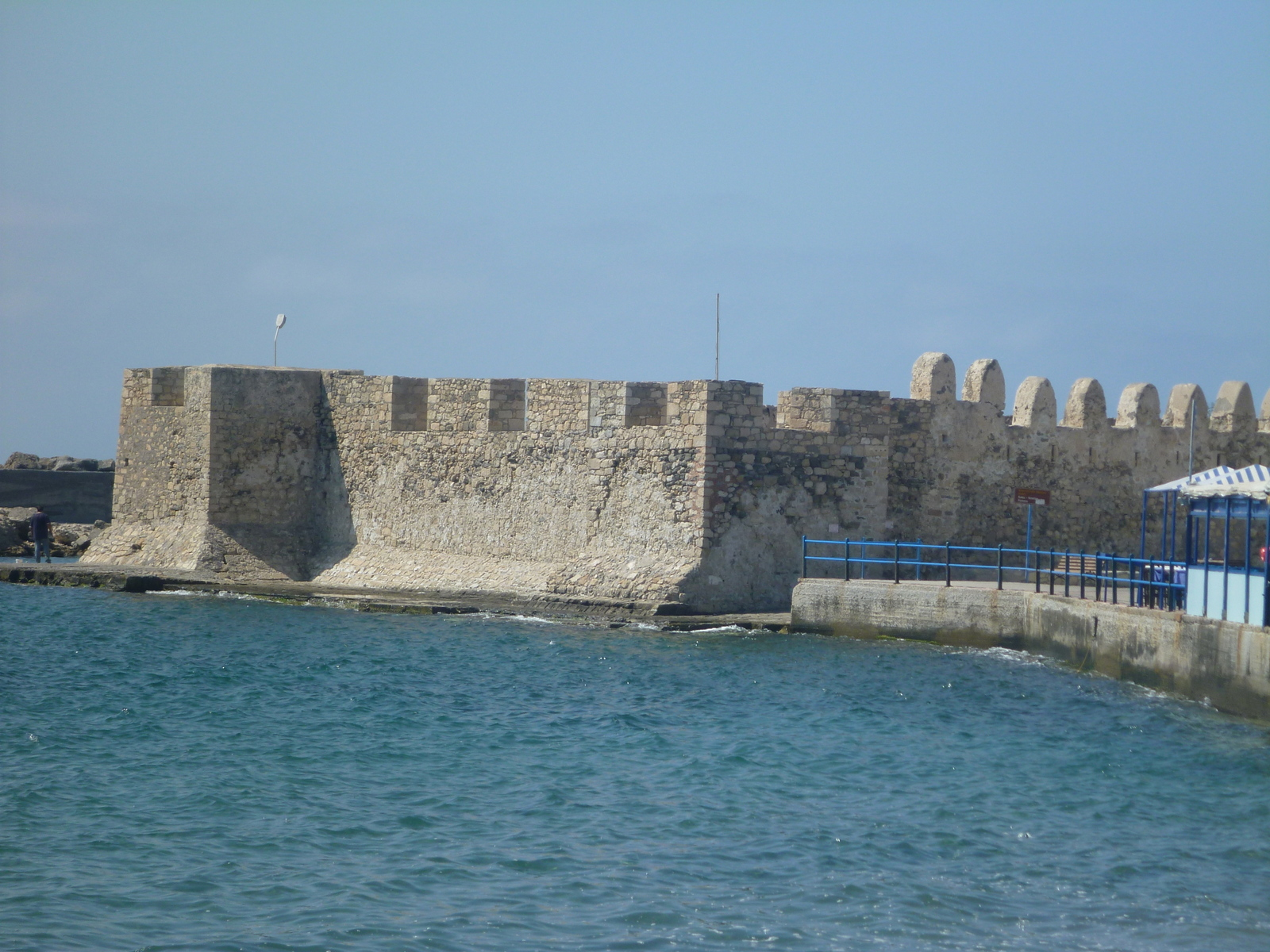
Vue extérieure du château.
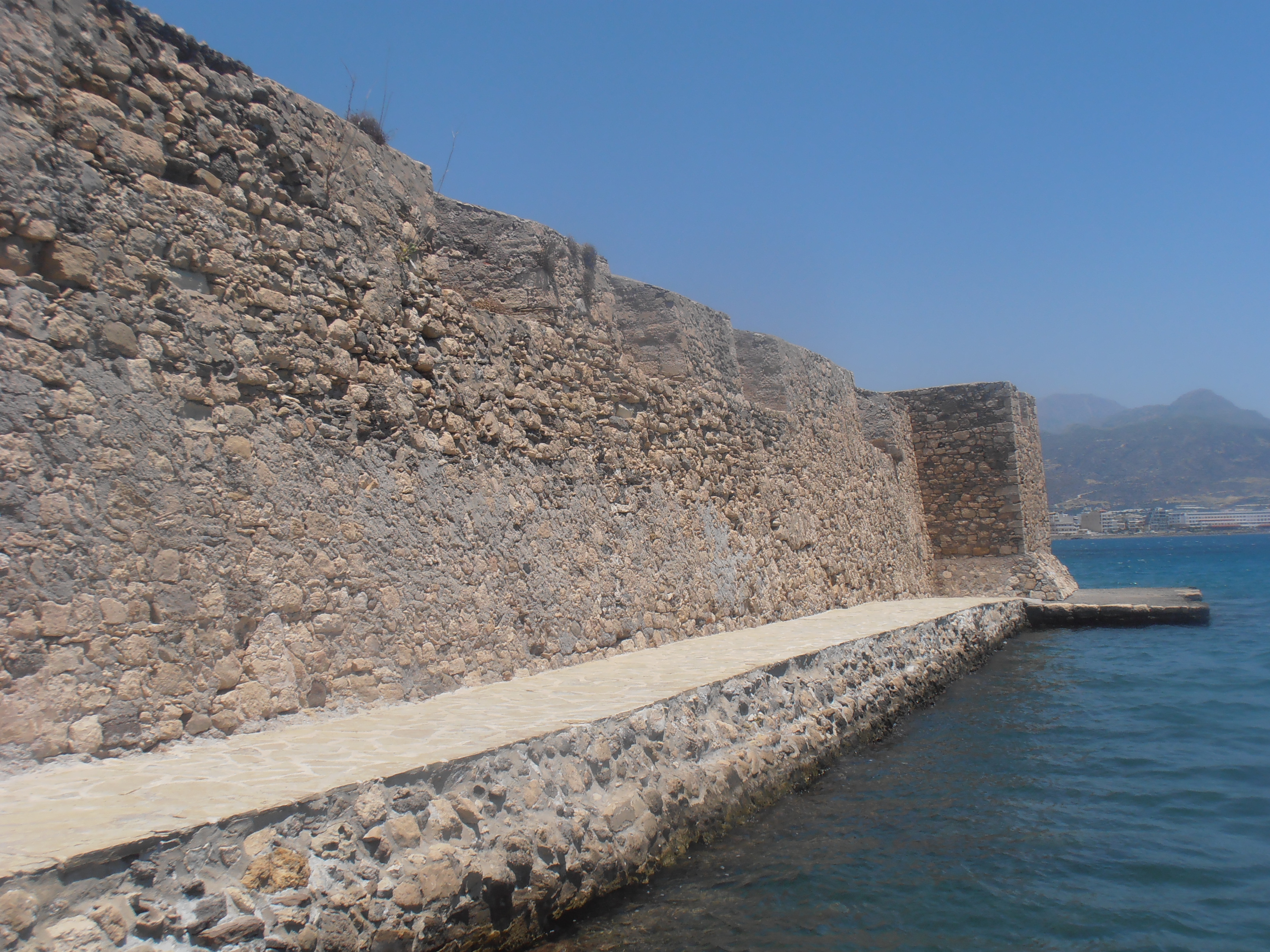
Vue extérieure du château.
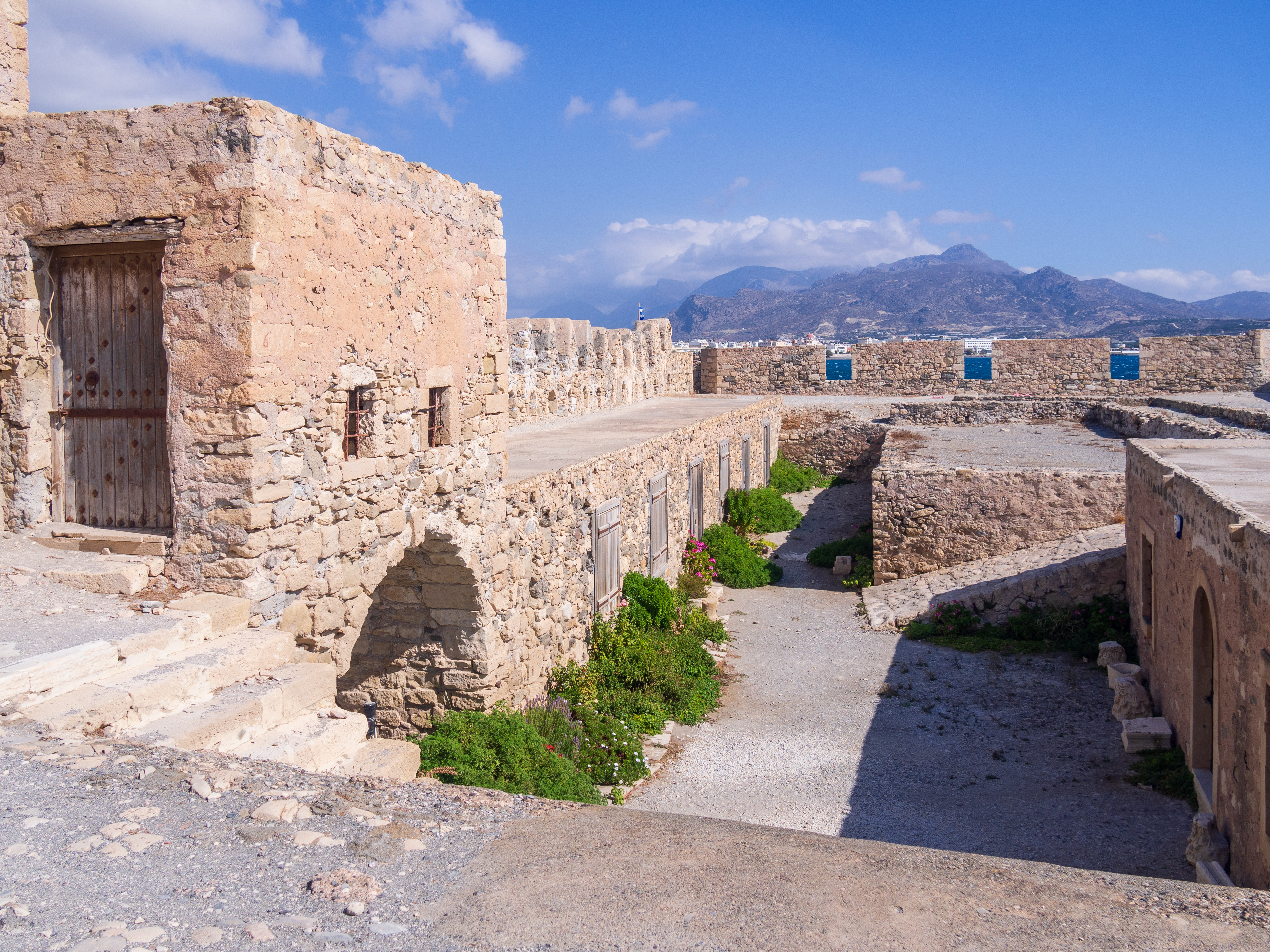
Vue intérieure du château.
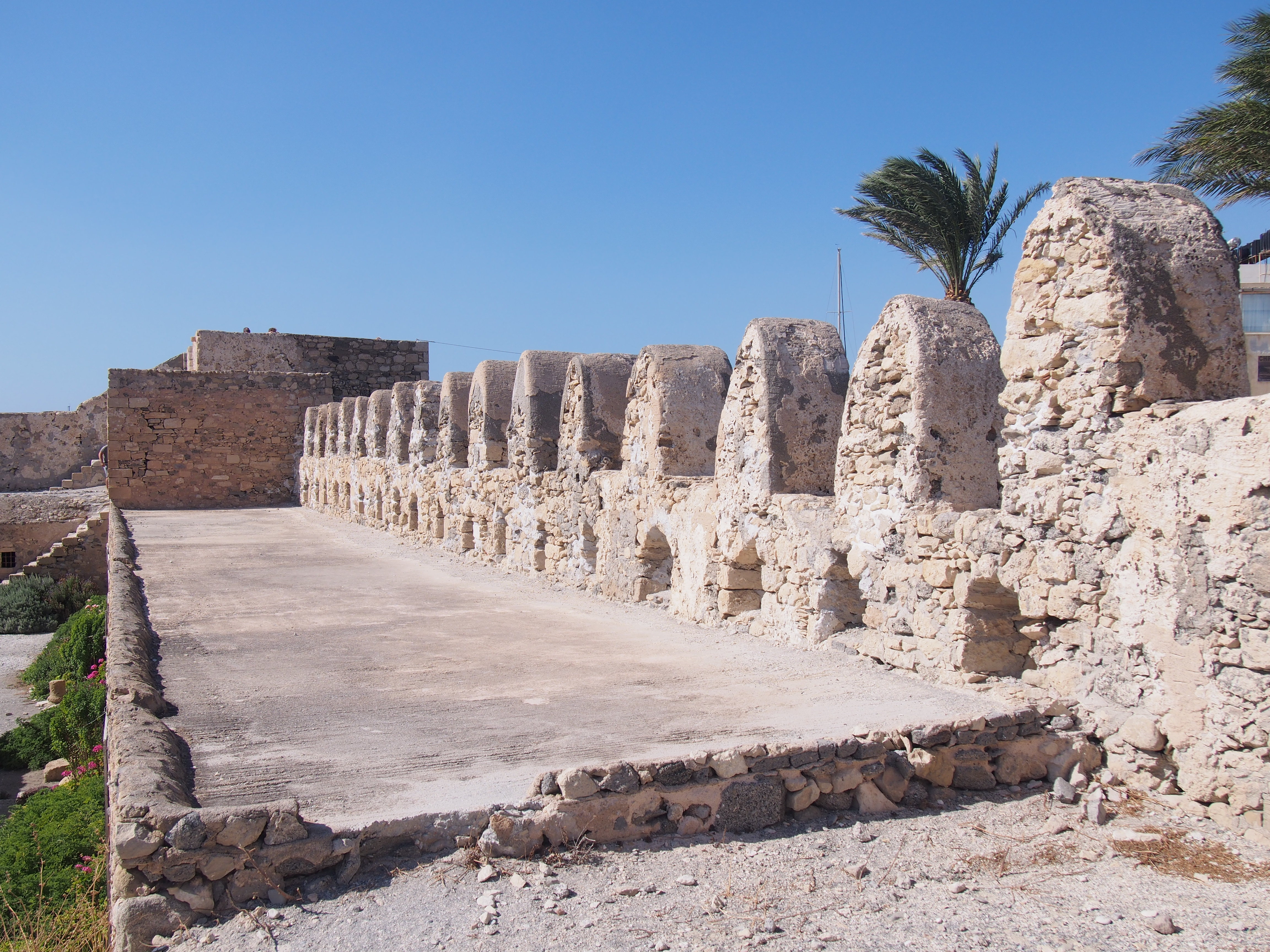
Vue intérieure du château.